# كتشب الكاري
كَتشب الكاري هو كتشب مع توابل مختلفة وهي صلصة مشهورة في بلجيكا، ألمانيا، الدنمارك و هولندا
عادةً مايقدم مع لحوم مجهزة كالفريكاندل، أو على بطاطا مقلية[1][1]. في ألمانيا، هو المكون الأساسي لطبق نقانق الكاري، واحد من أكثر الأطباق شهرة في الدولة. عادةً مع نقانق الكاري، يضاف مسحوق الكاري إضافياً على كتشب الكاري

علامات تجارية كبرى تقوم بإنتاج كتشب الكاري ومنها زينسر، هاينز، هيلا، و كنور[1][1]. 

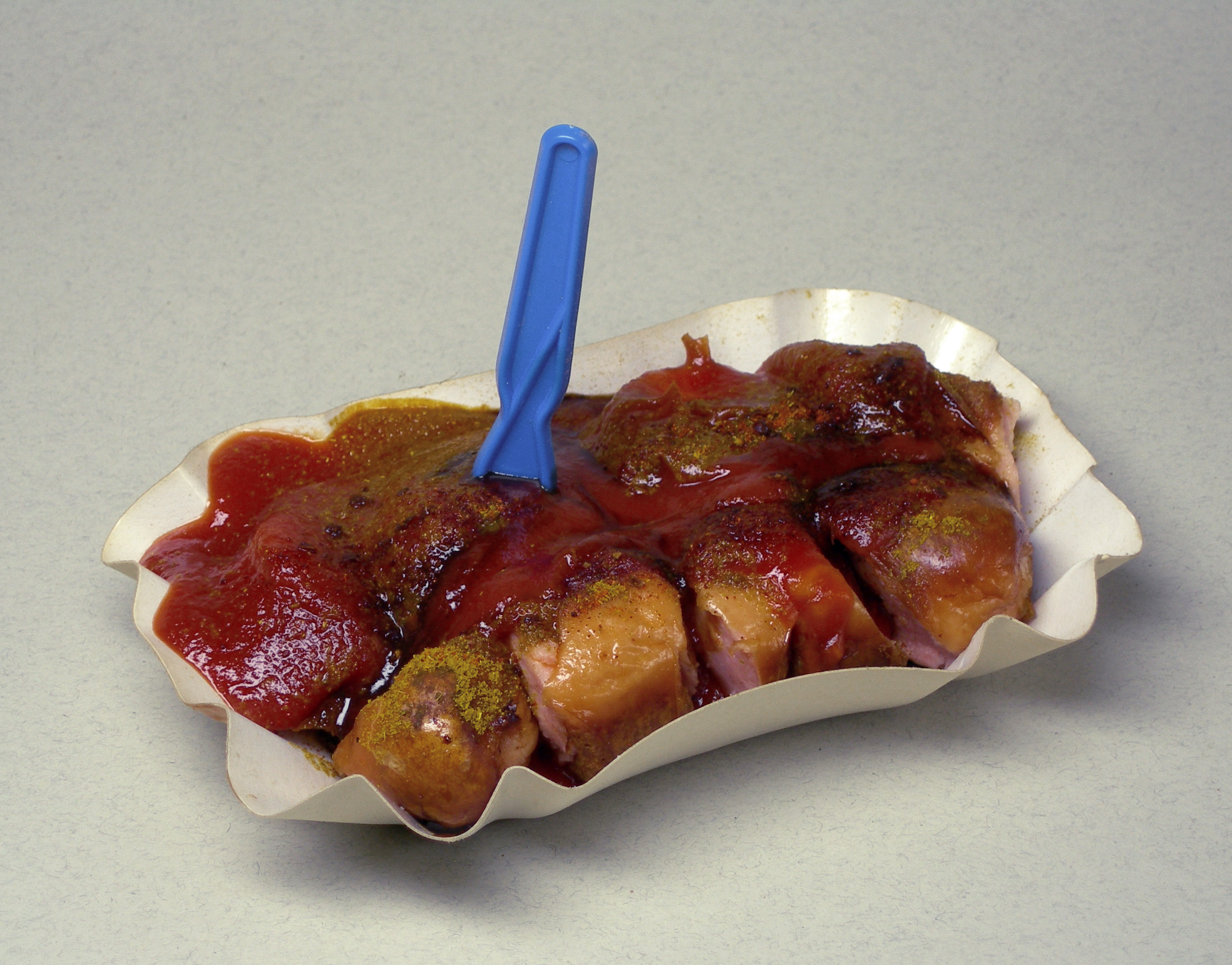
نقانق الكاري بالنمط البرليني. الصلصة الحمراء هي كتشب الكاري مع إضافة مسحوق الكاري الإضافي فوقها